# 帕查庫特克山 (莫克瓜大區)
16°14′12″S 70°35′22″W / 16.23667°S 70.58944°W
帕查庫特克山（Pachakutiq），是秘魯的山峰，位於該國南部莫克瓜大區，由伊丘尼亞區、略克區和雲加區負責管轄，屬於安地斯山脈的一部分，海拔高度4,800米。